# استریوپتیکون

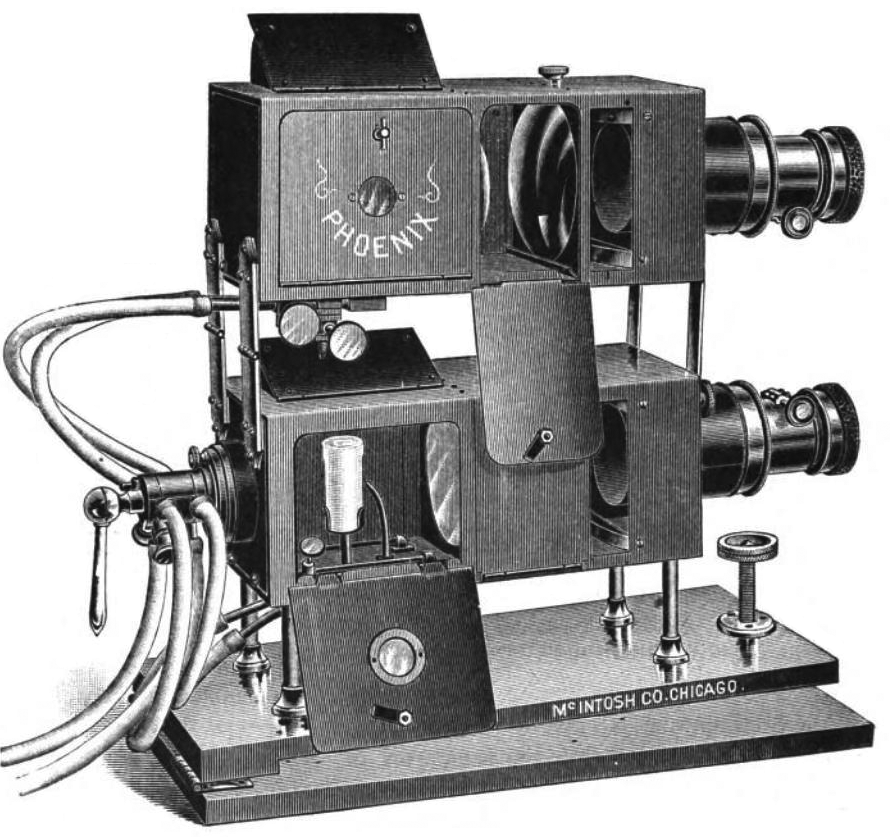
استریوپتیکون

استریوپتیکون یک پروژکتور اسلاید یا " فانوس جادویی " نسبتاً قدرتمند است که دارای دو لنز است که معمولاً یکی روی دیگری قرار دارد و عمدتاً برای نمایش تصاویر عکاسی استفاده می‌شود. قدمت این دستگاه‌ها به اواسط قرن نوزدهم بازمی‌گردد، و قبل از ظهور تصاویر متحرک، شکل محبوبی از سرگرمی و آموزش بودند.
فانوس‌های جادویی در اصل از منابع نور نسبتاً ضعیفی مانند شمع‌ها یا لامپ‌های نفتی استفاده می‌کردند که برآمدگی‌هایی را تولید می‌کردند که به اندازه کافی بزرگ و قوی بودند تا گروه‌های کوچکی از مردم را سرگرم کنند. در طول قرن نوزدهم، منابع نور قوی‌تر، مانند نور برجسته، در دسترس قرار گرفتند.
برای نمایش‌های فانوس " نماهای حل شونده " که توسط هنری لنگدون چایلد از اواخر دهه ۱۸۳۰ رایج شد، فانوس داران نیاز داشتند که بتوانند دو عکس هم تراز را در یک نقطه روی صفحه نمایش دهند و به تدریج تصویر اول را کم نور کنند و تصویر دوم را نمایان کنند. این کار را می‌توان با دو فانوس انجام داد، اما به زودی فانوس‌های دوگانه (با دو هدف قرار گرفته روی هم) رایج شدند.
ویلیام و فردریک لانگنهایم از فیلادلفیا یک فناوری اسلاید شیشه ای عکاسی را در نمایشگاه کریستال پالاس لندن در سال ۱۸۵۱ معرفی کردند. تقریباً برای دو قرن از فانوس‌های جادویی برای نمایش تصاویر نقاشی شده از اسلایدهای شیشه‌ای استفاده می‌شد، اما به نظر می‌رسد برادران لانگنهایم اولین کسانی بودند که رسانه نسبتاً جدید عکاسی (معرفی شده در سال ۱۸۳۹) را ترکیب کردند. برای لذت بردن بهینه از جزئیات اسلایدهای عکاسی، به فانوس‌های قوی تری نیاز بود.
در سال ۱۸۶۰ جان فالون، شیمیدان و تاجر ماساچوست، یک فانوس دوجانبه بزرگ را که از انگلستان وارد شده بود، بهبود بخشید و نام آن را "استریوپتیکون" گذاشت.
با هزینه معمولی ده سنت، مردم می‌توانستند تصاویر واقعی از طبیعت، تاریخ و موضوعات علمی را مشاهده کنند. این دو لنز برای حل شدن بین تصاویر در هنگام نمایش استفاده می‌شوند. این «داستان سرایی بصری» با فناوری مستقیماً پیش از توسعه اولین تصاویر متحرک بود.
اصطلاح استریوپتیکون به‌طور گسترده برای نامگذاری یک استریوسکوپ مورد استفاده قرار گرفته‌است. استریوپتیکون معمولاً برای تصاویر سه بعدی استفاده نمی‌شود.

## مطالعه بیشتر
- Lev, Peter; Charles Musser;  et al. (2003). Transforming the Screen, 1950–1959. انتشارات دانشگاه کالیفرنیا. ISBN 0-520-08533-7.